# Óscar Uzcategui
Óscar Uzcategui (sau Óscar Uzcátegui) Quintero (n. 28 august 1950) este un scolar academic, antropolog gnostic, filozof și autor de cărți de non-ficțiune, originar din Venezuela.

S-a născut în regiunea muntoasă a Anzilor, fiind mezinul unei familii cu cinci copii. Urmează studii superioare, pe care le întrerupe pentru a da curs neliniștilor sale umaniste, care îl determină să se formeze ca Profesor de Antropologie Gnostică, mai întâi în țara sa natală și apoi în Mexic, deși pregătirea sa rămâne activă până în zilele noastre, prin peregrinările internaționale pe care le realizează în diferite țări, unde călătorește pentru a instrui și pentru a investiga, totodată. Oprelor sale - care sunt traduse in multe limbi precum engleză, franceză, italiană, romană, portugheză,... și conferințele sale includ teme din antropologie, filozofie, psihologie, alchimie, etc.

## Copilăria și adolescența
De la o vârstă fragedă manifestă mari neliniști spirituale, care îl conduc la o căutare neobosită a valorilor Ființei. Adolescența și-o petrece pe tărâmurile venezuelene. În operele sale și în conferințele internaționale, narează pasaje din acele vremuri, dând mărturie despre trăirile care l-au ajutat în procesul dezvoltării sale.
În această primă etapă a vieții sale, circumstanțele și neliniștile îl determină să studieze tematică rozacruciană, teozofică, francmasonică și spiritistă, pentru a ajunge la concluzia că acelor școli le lipseau elemente vitale pentru dezvoltarea psihică integrală a omului. Aceasta îl împinge să caute în continuare, pentru a-și potoli setea de cunoaștere.

Povestește că la vârsta de cincisprezece ani, la începutul adolescenței, intră în posesia unei broșuri gnostice numite „Lecție Magistrală”, în care V.M. Samael Aun Weor descria, în linii mari, ce era Gnoza, obiectivele, metodologia sa etc. Acea broșură îl determină să se cufunde în studiul înțelepciunii gnostice. Grație mâinii secrete a destinului, cunoaște un sergent din armata venezuelenă care începe să-i predea întreaga tematică gnostică, atât lui, cât și unui grup de prieteni cu care-și împărtășea cunoștințele. În acea perioadă, formase deja un mic grup de prieteni interesați de acele teme și puseseră bazele unei mici asociații însă, descoperind Gnoza, termină prin a-și invita toți prietenii să se formeze în cadrul Învățăturii Gnostice.

## Viața și opera
Odată intrat în Gnosticism, începe să se îmbogățească animic și să se formeze citind toate tratatele izvorâte din penița V.M. Samael Aun Weor. La vârsta de șaisprezece ani, își începe munca de difuzor al studiilor gnostice, creând asociații gnostice în orașul în care locuia - Marcaibo, Zulia și în alte localități din apropiere.
Ulterior, începe un schimb de corespondență cu V.M. Samael Aun Weor, pe care îl menține pe parcursul a nouă ani, timp în care păstrează o relație epistolară fluidă cu Președintele Fondator al Gnosticismului contemporan, V.M. Samael Aun Weor, ceea ce îi permite să-și creeze o bază doctrinară amplă și profundă, pe care o completează prin studii și investigații proprii.
La douăzeci și patru de ani, la invitația V.M. Samael Aun Weor, părăsește Venezuela pentru a merge să lucreze pe teritoriul mexican, sub directa sa îndrumare. Pe aceste tărâmuri, îndeplinește, la instrucțiunile V.M. Samael, diferite misiuni de difuzare gnostică pe pământul aztec.
Trebuie să subliniem că Óscar Uzcategui Quintero a avut oportunitatea de a trăi alături de precursorul Gnozei contemporane timp de trei ani, ajungând să locuiască chiar în casa acestuia. Acest fapt i-a permis să cunoască și să înțeleagă în cele mai mărunte detalii atât Învățătura Gnostică, cât și dedesubturile a ceea ce este evoluția Sufletului Uman și Spiritual în acest peregrinaj pe care îl realizăm cu toții prin viață. Cu această ocazie a obținut mărturiile și faptele evidente care îi vor permite să se ghideze și să nu se dezorienteze după dezîncarnarea Președintelui Fondator. Astfel, a putut să continue difuzarea operei V.M. Samael Aun Weor într-o manieră fidelă și să-i îndeplinească dorința postumă.
În acești trei ani, a putut verifica, în formă directă, profunzimea și importanța înțelepciunii gnostice care izvora din V.M. Samael Aun Weor. Aceasta l-a condus să obțină o viziune clară și obiectivă asupra linei de lucru metafizice și doctrinare pe care o urma, ceea ce i-a permis ulterior AGEAC-ului (Instituția fondată de către Óscar Uzcategui Quintero) să poată duce la bun sfârșit munca de divulgare a Gnozei în toate țările de pe glob, fără să altereze corpul învățăturii gnostice și nici linia de lucru urmată de fondatorul Gnosticismului contemporan.
După dezîncarnarea V.M. Samael Aun Weor (petrecută în data de 24 decembrie 1977), fidel promisiunii făcute pe patul de moarte Președintelui Fondator al Gnozei contemporane, Óscar Uzcategui Quintero își continuă munca de transmitere a acestei cunoașteri sclipitoare, care este înțelepciunea gnostică.
Între anii 1980 și 1983 realizează o importantă muncă de difuzare Gnostică în țări precum Franța, Belgia, Italia și Grecia și, totodată, scrie primele sale opere.
În anul 1984, ajunge în Spania unde se stabilește până în zilele noastre. Între 1985 și 1998 înființează în Spania Centre de Pregătire pentru Difuzorii Gnostici și inițiază totodată munca sa editorială, atât în domeniul prozei cât și al poeziei, deși în țara sa natală și pe durata șederii sale în Mexic începuse o muncă literară, scriind articole de presă și participând activ în programe de radio și dezbateri care au fost ulterior transcrise în vederea publicării.
Tot în această perioadă vizitează Africa, continent cu care avusese contact prin intermediul cursului prin corespondență organizat din orașul Grenoble (Franța) și care a ajutat la formarea primelor grupuri de cursanți care există astăzi în țări precum Gabon, Camerun, Togo, Benin etc.
În anul 1989 fondează în Spania asociația AGEAC (Asociația Gnostică de Studii Antropologice, Culturale și Științifice) cu scopul de a realiza această muncă amplă de divulgare a Gnozei la nivel internațional și în beneficiul întregii omeniri.
Merită să specificăm participarea sa la diverse Congrese Gnostice Internaționale:
- Congresul Internațional de Antropologie Gnostică celebrat în Guadalajara (Jalisco, Mexic), în octombrie 1976.
- Congresul Gnostic Internațional celebrat în 1978, în orașul Caracas (Venezuela).
- Congresul Gnostic Internațional celebrat în Montreal (Quebec, Canada), în 1986, la care a asistat Dra. Elaine Pagels, de la Universitatea din Princeton, antropolog de renume internațional, scriitoare a numeroase opere, între care se remarcă Evangheliile Gnostice  (1979).
- Congresul Gnostic Internațional celebrat în orașul Viena (Austria), în 1990.
- Congresul Gnostic Internațional care a avut loc în orașul New York, în 1992.
- Congresul Gnostic Internațional celebrat în orașul Quebec (Canada), în anul 2000.
- Congresul Gnostic Internațional celebrat în orașul Brașov (România), în anul 2004.
- Congresul Gnostic Internațional celebrat în orașul Agra (India), în anul 2008.

La acest din urmă Congres, a fost invitat Primul Ministru din Tibet, Profesorul Samdhong Rinpoche, cunoscut ca posesor al uneia dintre cele mai profunde cunoașteri a Budismului Tibetan. Pe durata acestui Congres, Óscar Uzcategui a avut o serie de întrevederi cu primul Ministru, pe durata cărora au împărtășit interesul comun pentru dezvoltarea spirituală a ființei umane, cunoașterea gnostică și o serie de teme umane și sociale precum cea a situației actuale a poporului tibetan, cu care s-a solidarizat.
Cu ocazia acestui Congres Internațional pe care AGEAC l-a celebrat în Agra, Domnul Óscar Uzcategui a dezvăluit membrilor acestei instituții numele pe care orice ființa umană îl primește la nivel intern atunci când este pregătită, în cazul său, acesta fiind Kwen Khan.
Ulterior, în 2009, și-a completat vizita pe continentul asiatic, asistând la Ceremonia de Încheiere a unui Curs de Difuzori de Antropologie Gnostică organizat în India, la care au participat studenți din diferite țări asiatice. Ulterior, într-o altă călătorie, a inaugurat în același an, în Mongolia, un Centru Cultural pentru difuzarea filozofiei gnostice.
Cu prilejul Congreselor Internaționale anterior citate, a celebrat, totodată, întâlniri Internaționale ale difuzorilor gnostici, cu scopul de a schimba puncte de vedere și metode de lucru cu diferiți difuzori ai Cunoașterii Gnostice.
Actualmente, V.M. Kwen Khan (Domnul Óscar Uzcategui) continuă să organizeze cursuri în diferite locuri din lume (România, Franța, Spania, Brazilia, Italia, Canada…).
Totodată, este autorul a numeroase opere literare și multiple prefețe care însoțesc edițiile operelor V.M. Samael Aun Weor. În numeroase ocazii a fost invitat să participe la interviuri radiofonice și la interviuri filmate. În anul 2011 i s-a luat un interviu de către "History Channel".
Trebuie să specificăm că activitatea D-lui Óscar Uzcategui are ca unic resort dorința de a-l răsplăti pe V.M. Samael Aun Weor, învățătorul său, pentru enorma sa muncă de difuzare pe care a realizat-o pentru binele omenirii, de pe altarul supremului sacrificiu.

## Cele mai importante cărți

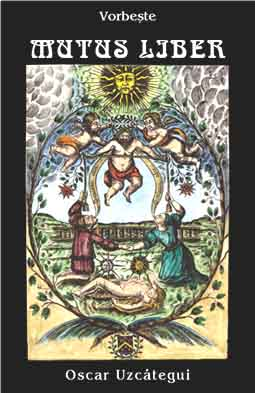
Mutus Liber sau Cartea Mută
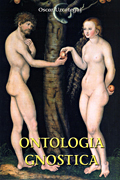
Ontologia Gnostică

- Răspunsuri ale unui Lama – 1978 (editată pentru prima dată în San Salvador, cu corecturile și adăugirile ulterioare, în 1996 și 2008).
- 33 Gravuri alchimice dezvaluite - 1981 (ediție corectată și adăugită în 2009).
- Vorbește Mutus Liber (Cartea mută) - 1984.
- Lambsprinck dezvaluit - 1987.
- Egiptul gnostic - 1990.
- Samael Aun Weor, Omul Absolut- 1990 (în 1999 a apărut a doua ediție, adăugită, este actualmente tradusă în cinci limbi).
- Puterea Totemului – 1993.
- Memorii ale unui Sacerdot teban – 1999.
- Ego, Esența și Realitate - 2004 (ediție adăugită în 2012).
- Ontologie Gnostică - 2004.
- Arhetipuri Gnostice eterne - 2008.
- Omul, Legile și Absolutul - 2011.